# 1558 na literatura

## Nascimentos
| Data | Nome                            | Profissão                              | Nacionalidade | Observações | Ref |
| ---- | ------------------------------- | -------------------------------------- | ------------- | ----------- | --- |
| ?    | Robert Greene (escritor inglês) | dramaturgo, poeta, ensaísta e escritor | Inglaterra    | m. 1592     |     |

## Mortes
| Data        | Nome          | Profissão | Nacionalidade | Observações | Ref |
| ----------- | ------------- | --------- | ------------- | ----------- | --- |
| 15 de março | Sá de Miranda | poeta     | Portugal      | n. 1481     |     |